# Sharp Corporation
Sharp Corporation (シャープ株式会社,Shāpu Kabushiki-gaisha en japonès)(TYO 6753) és un fabricant d'electrònics japonès, fundat el setembre de 1912. Pren el seu nom des d'una de les primeres invencions del seu fundador, el portamines Ever-Sharp («Sempre afilat»), que va ser inventat per Tokuji Hayakawa el 1915. Des de llavors s'ha convertit en una de les principals empreses d'electrònica al món. Com a fabricant de semiconductors, està entre els Worldwide Top 20 Semiconductor Sales Leaders i entre els Top 100 R&D Spenders en una llista publicada per la revista IEEE Spectrum. La marca es va fer coneguda pel públic de Regne Unit al patrocinar el Manchester United FC entre 1982 i 2000, període de gran èxit per al club.
Sharp va fabricar televisors en una planta a Sant Cugat del Vallès, inaugurada l'any 1986 i tancada l'any 2011, quan la producció es va traslladar a les instal·lacions de Polònia.